# Zavidov
Zavidov (Duits: Seiwedel) is een Tsjechische gemeente in de regio Midden-Bohemen en maakt deel uit van het district Rakovník, ongeveer 9 km ten zuidwesten van de stad Rakovník.
Zavidov telt 331 inwoners.

## Geschiedenis

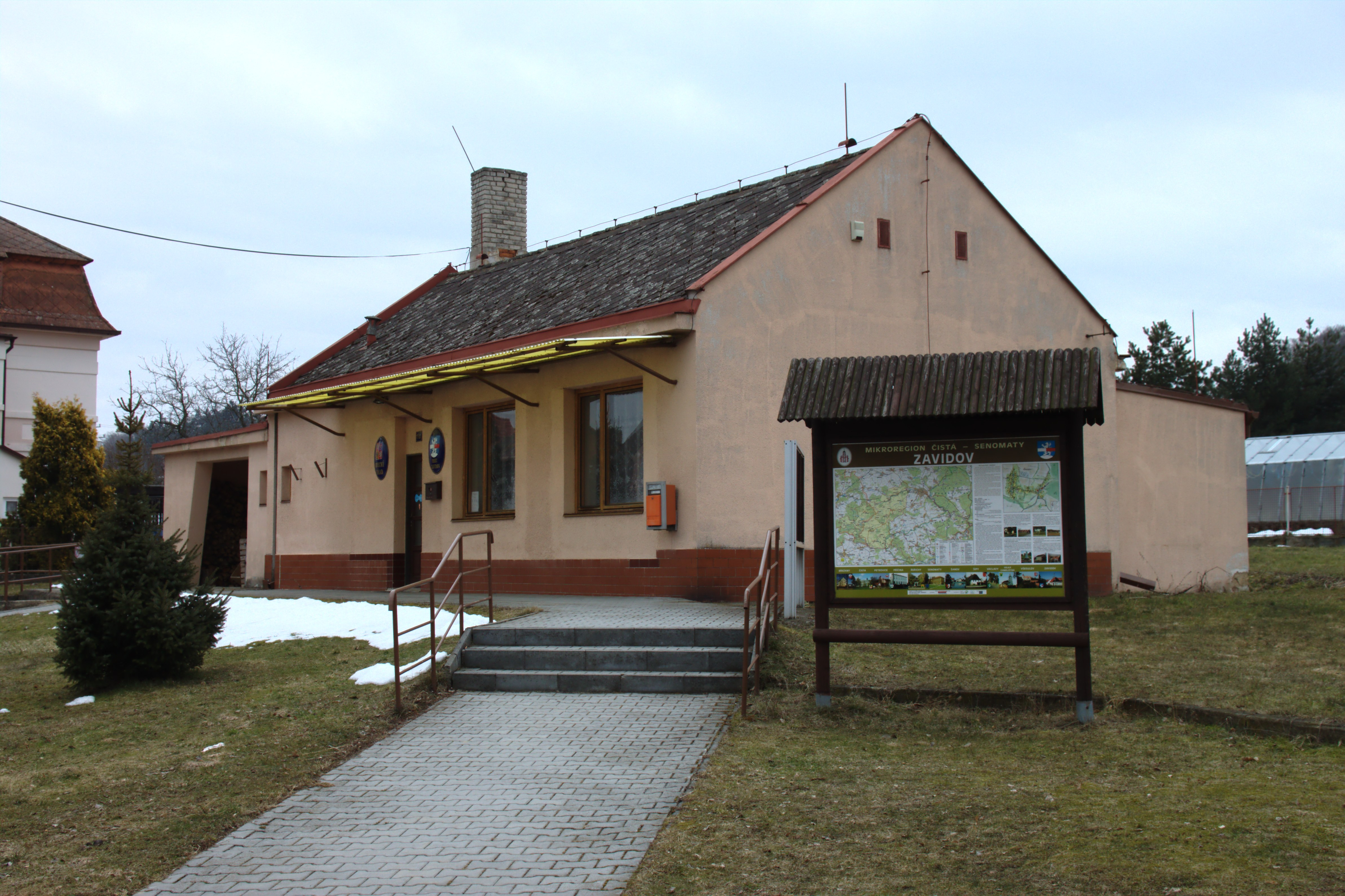
Gemeentehuis

Het dorp werd voor het eerst vermeld in 1360. Zavidov is sinds 2003 een gemeente.

## Verkeer en vervoer

### Wegen
De weg II/229 Rakovník - Kralovice loopt door de gemeente.

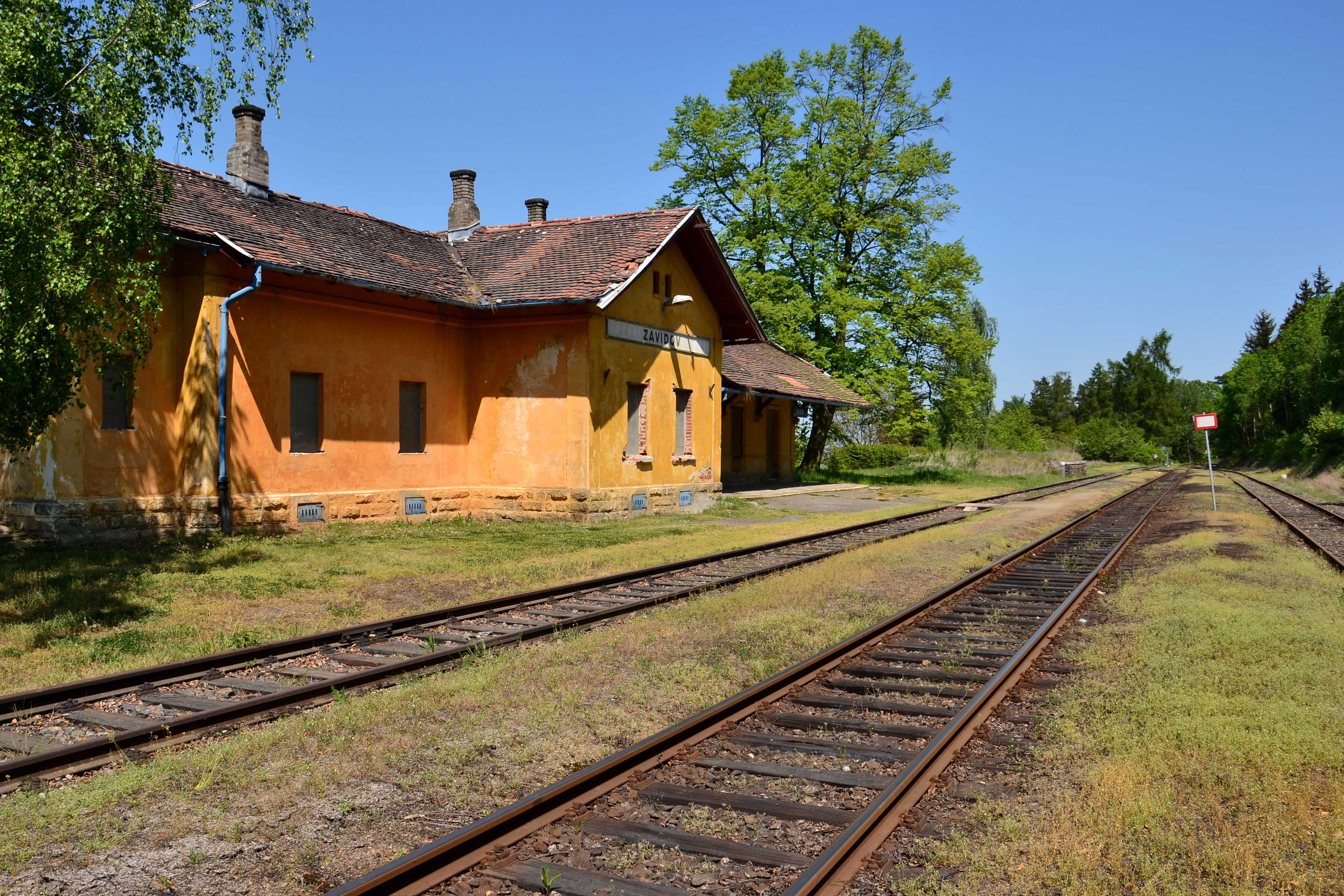
Station Zavidov

### Spoorlijnen
Zavidov heeft één station aan spoorlijn 162 Rakovník - Kralovice u Rakovníka - Mladotice. De lijn is in 1899 geopend en is een enkelsporig regionale lijn.
Op werkdagen rijden er 9 treinen per dag; in het weekend 8.

### Buslijnen
Het dorp wordt bediend door bussen van LEXTRANS en Transdev Střední Čechy. Er rijden bussen naar de volgende bestemmingen:
- Jesenice
- Kralovice
- Rakovník
- Všesulov

## Galerij

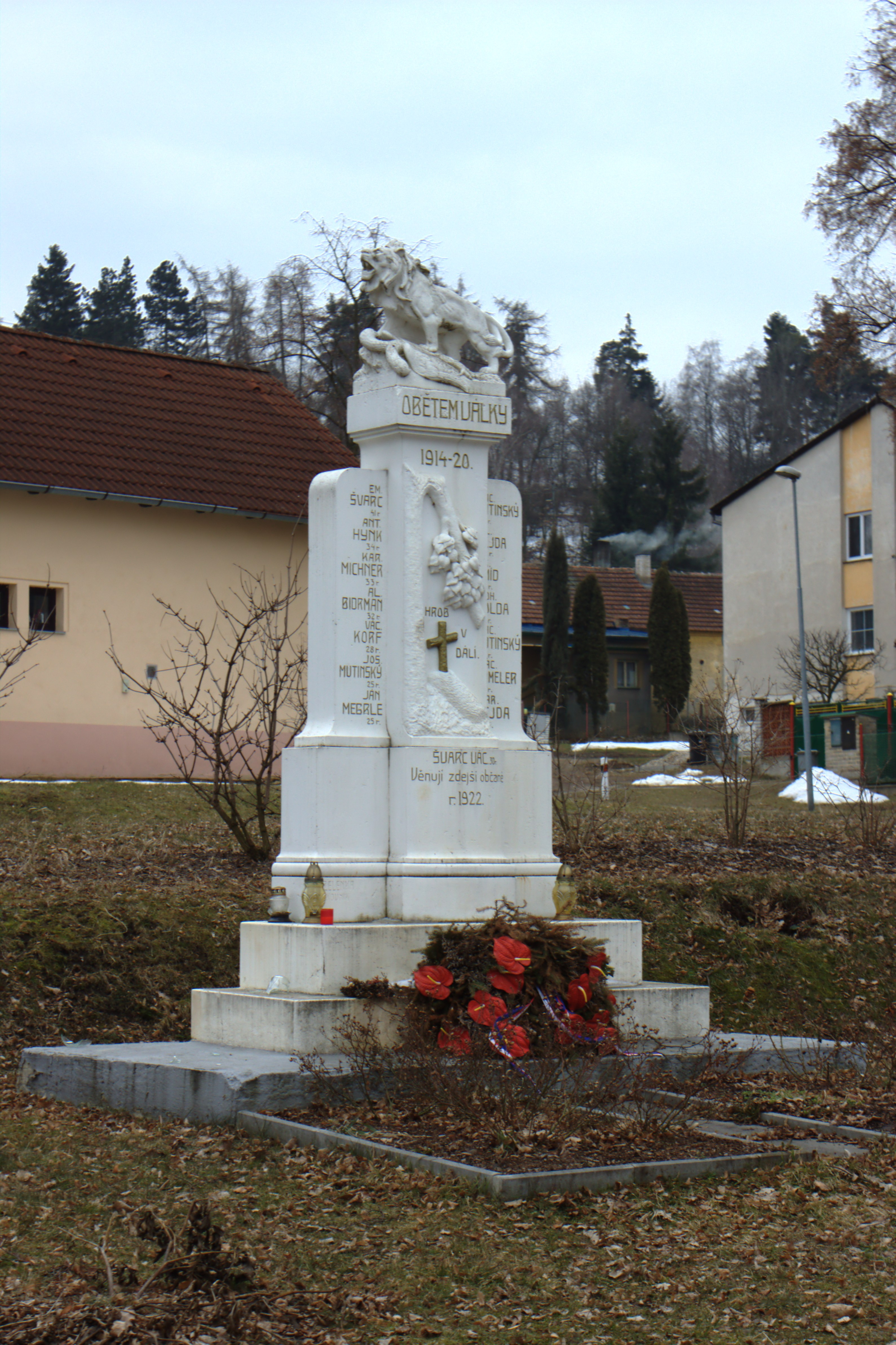
WOI-herdenkingsmonument
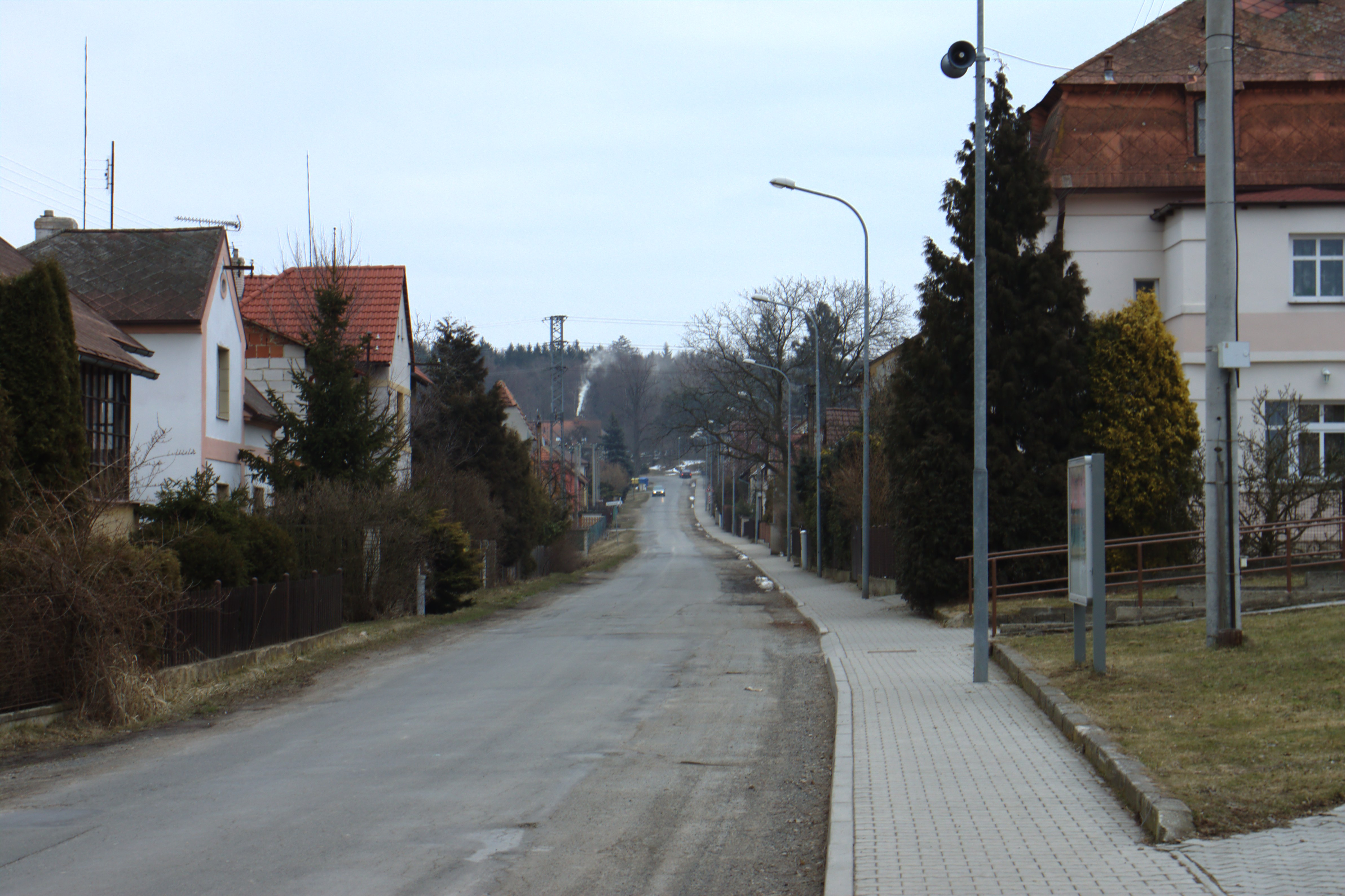
Hoofdstraat van Zavidov
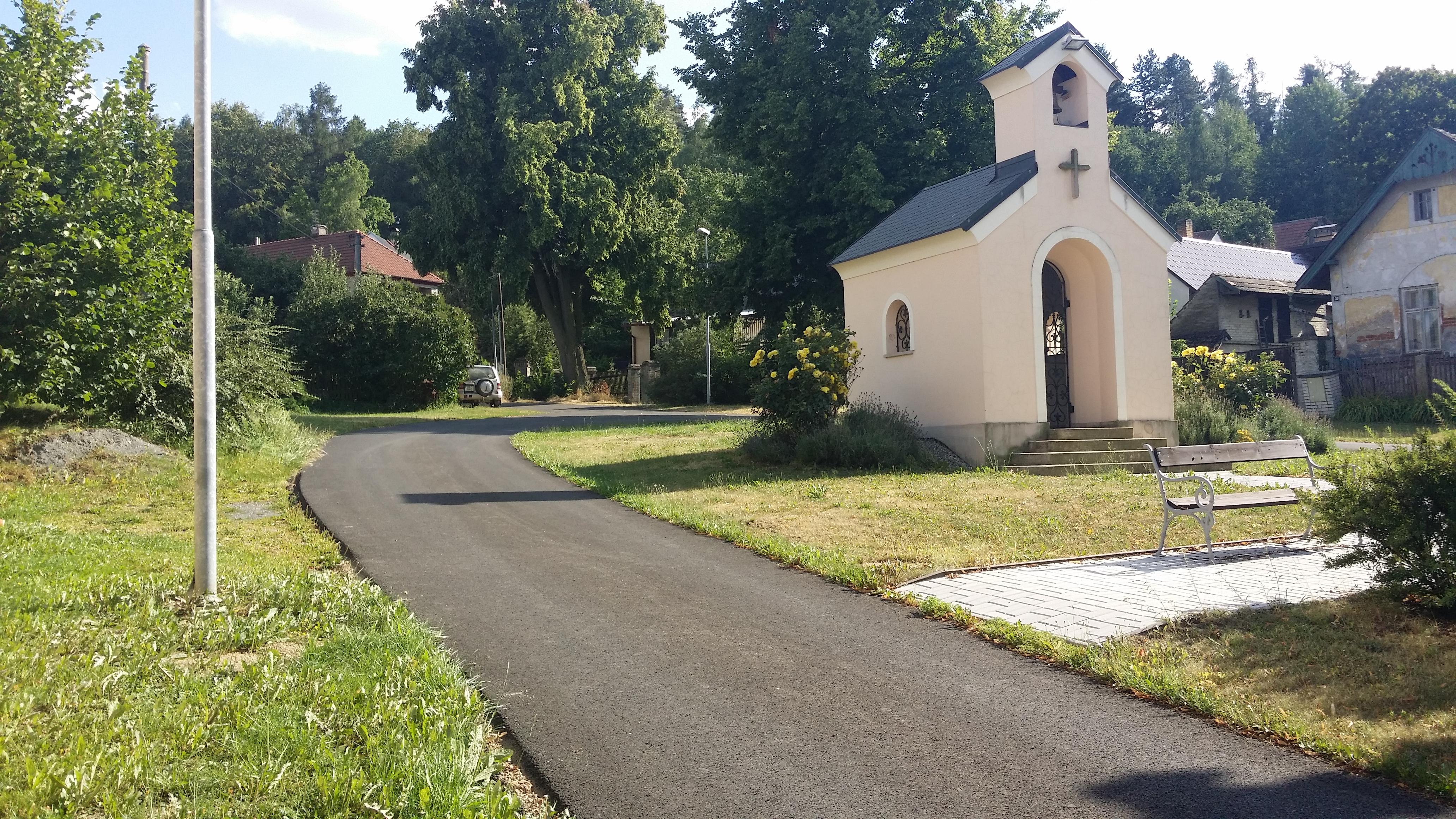
Kapel in Zavidov